# گوگی کوگواشویلی
گوگی مورمانوویچ کوگواشویلی (روسی: Гоги Мурманович Когуашвили؛ زادهٔ ۲۶ آوریل ۱۹۶۹ در کوتائیسی) کشتی‌گیر پیشین اتحاد جماهیر شوروی و روسیه می‌باشد. او اصالتی گرجستانی دارد و در بازی‌های المپیک تابستانی ۱۹۹۲، ۱۹۹۶ و ۲۰۰۰ در رقابت‌های کشتی فرنگی شرکت کرده‌است. کوگواشویلی پنج نشان طلای مسابقات قهرمانی جهان، چهار نشان طلای رقابت‌های قهرمانی اروپا و همچنین مدال برنز بازی‌های المپیک ۱۹۹۲ را کسب کرده‌است. او سرمربی تیم ملی فرنگی روسیه می‌باشد.